# Fonters-du-Razès
Fonters-du-Razès település Franciaországban, Aude megyében. Lakosainak száma 74 fő (2022. január 1.). Fonters-du-Razès Fendeille, Generville, Laurac, Mireval-Lauragais, Payra-sur-l’Hers, Saint-Amans és Villeneuve-la-Comptal községekkel határos.

## Népesség
A település népessége az elmúlt években az alábbi módon változott:
| Lakosok száma | 88   | 74   | 68   | 90   | 76   | 75   | 79   | 79   | 79   | 74   |
|               | 1968 | 1982 | 1990 | 2006 | 2013 | 2015 | 2017 | 2019 | 2020 | 2022 |